# آرتور رجینالد چتر
آرتور رجینالد چتر (انگلیسی: Arthur Reginald Chater; ۷ فوریهٔ ۱۸۹۶ – ۳ ژانویهٔ ۱۹۷۹) فرد نظامی اهل بریتانیا بود. وی همچنین برندهٔ جوایزی همچون نشان حمام، نشان سلطنتی ویکتوریایی، و نشان امپراتوری بریتانیا شده‌است.